# Оксид никеля(II,III)
Оксид никеля(II,III) — бинарное неорганическое соединение металла никеля и кислорода
с формулой Ni3O4,
тёмно-серый или чёрный порошок,
не растворяется в воде,
образует гидраты.

## Получение
- Прокаливание порошка никеля с перекисями щелочных металлов:

{\displaystyle {\mathsf {3Ni+4Na_{2}O_{2}\ {\xrightarrow {>900^{o}C}}\ Ni_{3}O_{4}+4Na_{2}O}}}
- Разложение оксида никеля(III):

{\displaystyle {\mathsf {6Ni_{2}O_{3}\ {\xrightarrow {T}}\ 4Ni_{3}O_{4}+O_{2}}}}

## Физические свойства
Оксид никеля(II,III) образует тёмно-серый или чёрный порошок.
Образует гидраты нестехиометрического состава Ni3O4•x H2O из которых удаётся выделить 
Ni3O4•2H2O — гексагональные кристаллы плотностью 3,33 г/см³.